# 小天使翠鳳蝶

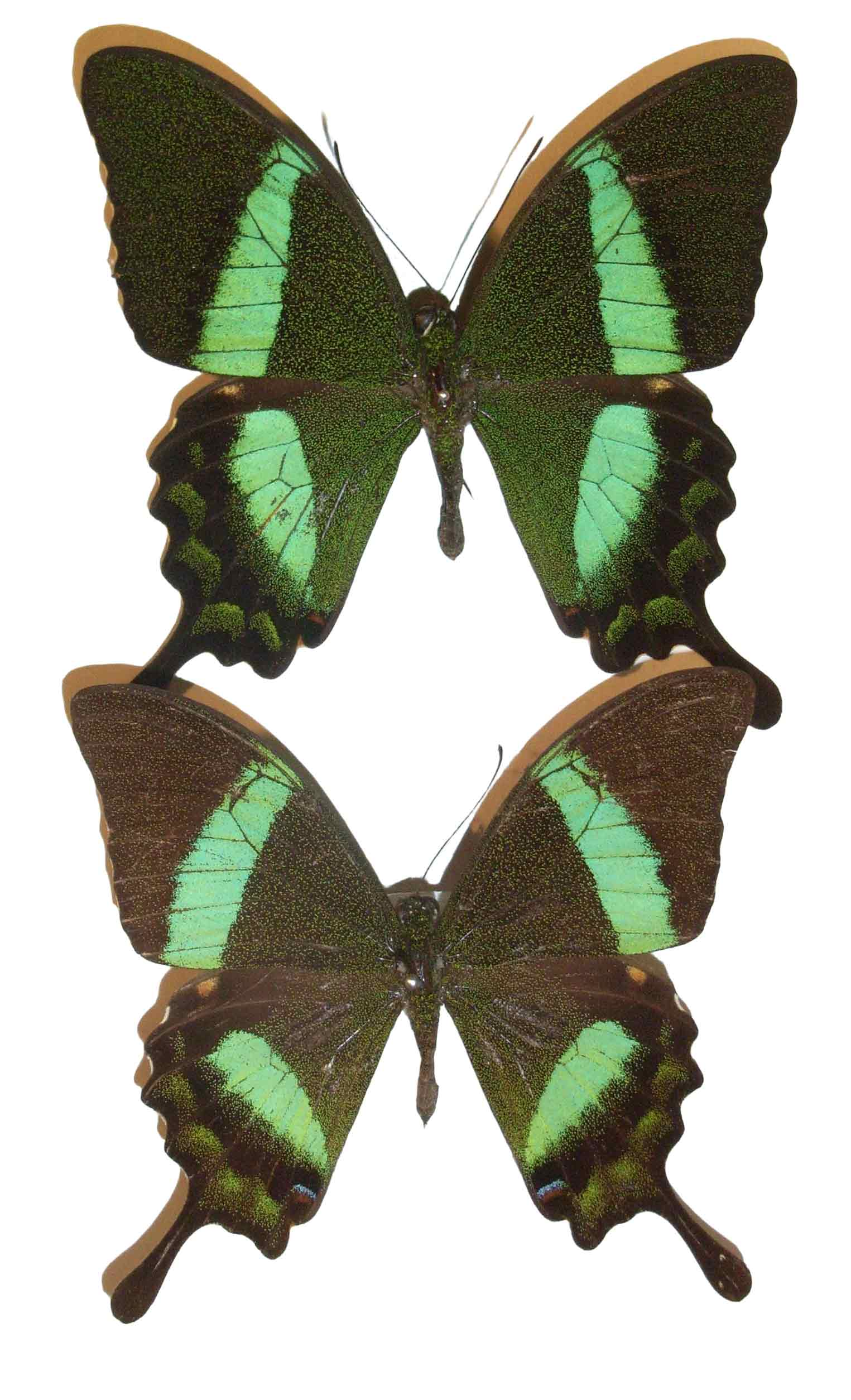
博物馆的标本

小天使翠凤蝶（学名：Papilio palinurus）是凤蝶科蝴蝶，主要分布在东南亚，是当地仅有的几种绿色蝴蝶中的一种，有多个亚种，分布於缅甸、婆罗洲、印尼、尼亞斯群島和菲律宾。